# Regenerativer Verstärker
Unter einem regenerativen Verstärker versteht man eine spezielle Bauform eines optischen Verstärkers, der bei ultrakurzen Laser-Pulsen (im Piko- bis Femtosekunden-Bereich) große Leistungszunahmen ermöglicht. Durch mehrfache Durchgänge des ursprünglich schwachen Pulses (wenige Nanojoule)  durch das Verstärkermedium (z. B. ein Ti:Sa-Kristall)  können Verstärkungsfaktoren von bis zu 106 erreicht werden.

## Prinzipieller Aufbau
Die zu verstärkenden Pulse kommen aus einem modengeschalteten Laser (oft als Oszillator bezeichnet) mit mehreren Megahertz Repetitionsrate. Von diesen werden dann nur einige tausend verstärkt, da die Pumplaser, die die Besetzungsinversion im Verstärkerkristall erzeugen, nicht schnell genug Leistung nachliefern können. Typischerweise nutzt man Pulsraten zwischen einem und fünf Kilohertz bei pulsierend gepumpten Verstärkern. Bei kontinuierlich gepumpten Varianten sind Raten von über zehn Kilohertz möglich, führen aber i. A. zu größeren Pulslängen.
Um die Pulse, die sich in einem Abstand von wenigen Nanosekunden folgen, aus dem Pulszug auszuschneiden, werden Pockels-Zellen verwendet. Durch den dabei genutzten elektro-optischen Effekt wird die Polarisationsrichtung des Pulses so gedreht, dass er in den Resonator des Verstärkers eingekoppelt wird.
Der Puls räumt nun bei jedem Durchlauf durch den Kristall einen Teil der Besetzungsinversion ab und wird dabei verstärkt. Ist die durch die Inversion im Verstärkerkristall gespeicherte Energie hinreichend abgebaut, findet keine Verstärkung mehr statt und der Puls wird wieder aus dem Resonator ausgekoppelt.
Um Schäden durch die hohen Pulsenergien an den Komponenten des Verstärkers zu vermeiden, wird der Puls vor dem Einkoppeln zeitlich gestreckt (sog. Chirped Pulse Amplification) und am Ausgang des Verstärkers wieder gestaucht.